# Larry Parr
Lawrence "Larry" Parr (21 de maig de 1946 – 2 d'abril de 2011, fou un jugador, editor i escriptor d'escacs estatunidenc.
Nascut el 1946 i originari de Bothell (Washington), Parr va treballar entre 1985 i 1988 com a editor de la revista Chess Life, la publicació oficial de la Federació d'Escacs dels Estats Units. Posteriorment, Parr fou l'editor de la revista Glasnost, una publicació periòdica anti-soviètica. Políticament, Parr, conegut per ser un apassionat ideòleg anticomunista, es classificava a ell mateix com a liberal llibertari.
Va ser molt amic del Gran Mestre Larry Evans i sovint varen col·laborar en diversos projectes. Parr va jugar relativament poc en escacs de competició, i va preferir dedicar-se més a escriure llibres d'escacs. El 1995, va col·laborar amb el GM Arnold Denker en escriure The Bobby Fischer I Knew And Other Stories.
Parr va morir el 2011 a Malàisia.

## Obres
- The Bobby Fischer I Knew And Other Stories. ISBN 1-84382-080-3[3]
- Secrets of the Russian Chess Masters: Fundamentals of the Game, Volume 1. ISBN 0-393-32452-4[5]
- Secrets of the Russian Chess Masters: Fundamentals of the Game, Volume 2. ISBN 0-393-32451-6[5]
- Pupols: American Master. ISBN 0-938650-31-9
- Tan Chin Nam: Never Say I Assume! (Escriptor fantasma per l'autobiografia de Tan Chin Nam). ISBN 983-42884-9-2[6]